# Massacre de la Cantuta
La massacre de la Cantuta va ser una matança succeida a la ciutat peruana de Lima el 18 de juliol de 1992 durant la presidència d'Alberto Fujimori. Un professor universitari i nou estudiants de la Universitat Nacional d'Educació Enrique Guzmán y Valle, coneguda popular com a la Cantuta a conseqüència de la zona on es troba, van ser segrestats i fets desaparèixer pel destacament paramilitar Grupo Colina, pertanyent a l'Exèrcit del Perú.
El 2007, després de ser extradit de Xile, Fujimori va ser jutjat i condemnat a 25 anys de presó per la seva responsabilitat en la massacre i per considerar-se aquests assassinats selectius com a crims contra la humanitat. La Cort Suprema de Justícia peruana va determinar que cap de les víctimes tenia vincles amb grups subversius.

## Context
La Universitat Nacional d'Educació Enrique Guzmán y Valle va ser fundada el 1822 com un centre de preparació de docents i va aconseguir l'estatut d'universitat el 1965. No obstant això, el 1977 va ser tancada pel Govern Revolucionari de la Força Armada a causa de les activitats polítiques dels radicals d'esquerra i reoberta el 1980.
A causa dels problemes econòmics ocasionats per la intervenció del govern militar a l'economia i a la gran acceptació del maoisme, que captava com a quadres a nombrosos estudiants i professors, des de la dècada de 1950 la Cantuta es va guanyar la reputació de ser un centre d'adoctrinament per a executar accions d'extrema esquerra. El 1977 es van suspendre les activitats de la universitat després d'una sèrie de protestes estudiantils al campus, inclòs el bloqueig de la línia ferroviària que uneix Lima amb l'interior del país.
El 1980, amb el retorn a la democràcia, el president Fernando Belaúnde Terry va reobrir la universitat. Les organitzacions anticapitalistes van multiplicar les activitats de reclutament i adoctrinament a les universitats i es van iniciar atacs contra població selectiva per part dels grups armats Sender Lluminós i el Moviment Revolucionari Túpac Amaru, que van tenir una forta presència en aquest campus. A inicis de la dècada de 1990, després de la fugida de la presó d'una gran quantitat de militants de l'MRTA, es va observar la fragmentació de grups d'esquerra al campus davant les amenaces dels integrants de Sender Lluminós de guanyar influència aplicant mesures de terror. El 1991, estudiants senderistes de la universitat van assassinar Rosa Pretell, encarregada i supervisora de les residències universitàries, i després del crim, van prendre per la força les residències, allotjant els seus militants i desallotjant els estudiants que hi vivien per raons econòmiques. Després van assassinar el professor d'Història Franklin Távara, que s'estava postulant a l'alcaldia de Chaclacayo. Aquest llarg historial delictiu de la banda senderista no es va poder controlar a causa de la manca d'una legislació adequada i un servei d'intel·ligència fragmentat. El 13 de febrer de 1987, durant l'estat d'emergència i enmig del toc de queda imposat a Lima, gairebé quatre mil policies van ingressar de matinada a les residències universitàries de tres universitats estatals de la ciutat: la San Marcos, la Universitat Nacional d'Enginyeria i la Cantuta. A la matinada del 20 d'abril de 1989, forces conjuntes de la Policia Nacional del Perú i l'Exèrcit del Perú van arrestar a més de 500 estudiants amb càrrecs de subversió després d'ingressar a la Cantuta i a la Universitat Nacional Major de San Marcos.

## Segrest de juliol de 1992
La matinada del 18 de juliol del 1992, dos dies després de l'explosió del cotxe bomba al carrer de Tarata, al districte de Miraflores de Lima, membres del Servei d'Intel·ligència de l'Exèrcit (SIE), així com de la Direcció d'Intel·ligència de l'Exèrcit, van rebre l'ordre d'intervenir a la residència universitària de la Universitat Enrique Guzmán y Valle. El Grup Colina va ingressar al campus i va seleccionar els sospitosos d'acord amb la informació d'agents infiltrats com a alumnes.

### Víctimes
Les víctimes mortals van ser nou estudiants i un professor de la universitat:
- Bertila Lozano Torres
- Dora Oyague Fierro
- Luis Enrique Ortiz Perea
- Armant Richard Amaro Còndor
- Robert Édgar Teodoro Espinoza
- Heràclides Pablo Meza
- Felipe Flores Chipana
- Marcel·lí Rosales Cárdenas
- Juan Gabriel Mariños Figueroa
- Hugo Muñoz Sánchez (professor)

## Judicis i amnistia
L'abril del 1993, un grup d'oficials militars peruans van alliberar anònimament un document detallant els esdeveniments de la Cantuta. El seu document assenyalava que l'esquadró de la mort «Colina» havia segrestat, torturat i assassinat les víctimes enterrant-les en una fossa comuna. Posteriorment, tal com es va assenyalar durant una investigació iniciada pel Congrés de la República del Perú, membres de les Forces Armades van exhumar, incinerar i van tornar a enterrar els cossos en una altra ubicació. Els militars informants del document van citar els membres del Grup Colina que van participar en la massacre, identificant el major Santiago Martín Rivas com el cap de les operacions, i van assenyalar que el grup operava sota ordres directes de Vladimiro Montesinos, el cap del Servei d'Intel·ligència Nacional (SIN) i assessor del president Alberto Fujimori, qui també tenia coneixement d'aquests esdeveniments.
El 6 de maig, el general de Divisió Rodolfo Robles Espinoza, tercer oficial de major rang de l'exèrcit, va denunciar públicament diverses violacions de drets humans comeses pel SIN i les Forces Armades, inclosa la matança de la Cantuta. Posteriorment va ser donat de baixa de l'exèrcit i va rebre amenaces de mort. Finalment, va fugir del país aconseguint asil polític a l'Argentina.
El juny de 1993, Justo Arizapana Vicente, un reciclador que es trobava per la zona durant la massacre, i el seu amic Guillermo Catacora, van lliurar un pla al congressista Roger Cáceres Velásquez i al periodista de Ràdio Comas Juan Jara Berrospi. Càceres va compartir després el plànol amb la revista Sí que el va publicar el juliol d'aquell any. Una investigació al lloc indicat en el pla per la fiscalia va revelar quatre fosses clandestines. Les anàlisis forenses realitzades a les restes, i en un altre grup d'ossos trobats en un altre lloc, van resultar pertanyents al professor Hugo Muñoz Sánchez i a diversos dels estudiants, i que almenys alguns mostraven signes de tortura i d'haver estat executats mitjançant un tret al clatell.
El maig de 1993, les autoritats militars van iniciar una investigació de les matances. Addicionalment, el desembre d'aquell any, un fiscal va imputar càrrecs contra diversos membres de l'exèrcit, provocant un conflicte de jurisdicció entre els furs militar i civil. La controvèrsia es va resoldre davant la Cort Suprema, que, el 3 de febrer de 1994, va decidir que no era capaç de determinar quin fur s'havia d'aplicar. Consegüentment, la nit del 7 de febrer, el Congrés va aprovar una llei segons la qual la Cort Suprema podia decidir aquest tipus de matèries mitjançant l'existència de majoria simple, en comptes del vot unànime que s'exigia. En un vot de tres a dos, la Sala Penal de la Cort Suprema va decidir que el cas s'havia de sotmetre a jurisdicció militar.
El 21 de febrer de 1994, el Consell Suprem de Justícia Militar va sentenciar deu dels autors a sentències de presó d'entre 1 i 20 anys.

## Derogació de la Llei d'amnistia
El 2000, la Llei d'amnistia va ser abrogada al final del govern de Fujimori i, el 21 de març de 2001, la fiscal de la Nació, Nelly Calderón, va presentar càrrecs contra Fujimori acusant-lo de ser un dels «coautors» d'aquesta massacre així com la de Barrios Altos de 1991. Va presentar evidències que Fujimori, actuant conjuntament amb Vladimiro Montesinos, va exercir control sobre el Grup Colina. Els càrrecs al·legaven que el grup no hagués comès crims d'aquesta magnitud sense les ordres expresses de Fujimori o sense el seu consentiment, i que la seva formació i funcionament va ser part d'una política integral contrasubversiva que va implicar violacions sistemàtiques dels drets humans.

## Judici a Fujimori
Durant el judici a l'expresident Alberto Fujimori, la Sala Penal Especial de la Cort Suprema de Justícia va determinar que ni el professor ni cap dels estudiants víctimes del cas de la Cantuta, tenien vincles amb cap mena de grup subversiu. El 7 d'abril del 2009 l'expresident Alberto Fujimori va ser condemnat a una pena de 25 anys de presó efectiva, perquè aquests assassinats selectius es van considerar crims contra la humanitat. El 2 de gener de 2010, la Primera Sala Penal Transitòria de la Cort Suprema va confirmar la sentència de 25 anys de presó pels casos La Cantuta i Barrios Altos, i el segrest de Gustavo Gorriti i Samuel Dyer.
El 24 de desembre de 2017 el president Pedro Pablo Kuczynski va atorgar l'indult a l'expresident. Tot i això, aquest indult va ser anul·lat 10 mesos després pel Jutjat Suprem d'Investigació Preparatòria de la Cort Suprema en considerar que no tenia efectes jurídics. Alberto Fujimori tornaria a presó poc després.